# 20 m2
20 m2 est le premier album de Amandine Bourgeois, sorti le 1er juin 2009 chez Sony, produit par Édith Fambuena, et mixé par Philippe Weiss .
Le titre de l'album 20 m2 représente la surface de son studio à Toulouse où est retournée vivre Amandine Bourgeois après sa victoire de la Nouvelle Star en 2008 pour écrire, composer, enregistrer son album et rester proche de sa famille.

## Commentaires
Contrairement à la Nouvelle Star où Amandine Bourgeois chantait du rock avec sa superbe voix éraillée, l'album, composé avec son ami et guitariste toulousain G. Soulan, oscille entre le folk acoustique et la pop anglaise . Amandine a travaillé avec son père J.-C. Chailleux, sur la plupart des textes. Elle y écrit comme si elle racontait des histoires, des saynètes prétextes au jeu, quelque peu autobiographiques. Souvent elliptiques, les textes se prêtent parfois à plusieurs interprétations au gré de l'auditeur.

« Ce que le public connait de moi via « Nouvelle Star », où les candidats ne choisissent pas les chansons qu’ils interprètent, n’est qu’une de mes facettes. Dans l’émission, il faut choisir un titre parmi trois proposés par la production. Avec les titres qu’on m’a proposés, on a pu s’apercevoir que j’étais capable de performance. Dans cet album, j’exploite toutes mes facettes pour faire découvrir une Amandine plus rigolote et plus fofolle. »

— Amandine Bourgeois
.
Certains titres comme Lisa, La fièvre acheteuse et Sale bain ont été écrits avant la Nouvelle Star. Des contributions sous forme de chansons clé en main apportent des textes plus mûrs ou plus classiques. Jeanne Cherhal a écrit l'Étranger à la suite de l'émission; ce titre émouvant fait allusion au père d'Amandine avec qui elle avait eu peu de contacts avant sa participation à l'écriture. Keren Rose a chanté Du temps lors de sa tournée 2006; Amandine en donne une version folk acoustique, plus lente, qui s'intègre bien dans l'album. Des trois titres proposés par Joseph d'Anvers, seul le texte de Tant de moi a été conservé.

## Liste des chansons
| no            | Titre                   | Auteurs (s) / Compositeur(s)                                           | Durée | Note                                          |
| ------------- | ----------------------- | ---------------------------------------------------------------------- | ----- | --------------------------------------------- |
| 1.            | Chacun son truc         | C. Louis, A. Bourgeois / G. Soulan, A. Bourgeois                       | 3:38  |                                               |
| 2.            | L'homme de la situation | A. Moffatt, F. Deweare (en) / A. Moffatt                               | 3:41  | Premier single sorti le 30 avril 2009         |
| 3.            | Tant de moi             | J. d'Anvers / G. Soulan, A. Bourgeois                                  | 3:37  | Deuxième single sorti le 19 octobre 2009      |
| 4.            | Les loustics            | Corinne Louis, J.-C. Chailleux, A. Bourgeois / G. Soulan, A. Bourgeois | 3:58  |                                               |
| 5.            | Lisa                    | A. Bourgeois, J.-C. Chailleux / G. Soulan, A. Bourgeois                | 3:33  |                                               |
| 6.            | Chut                    | A. Bourgeois, J.-C. Chailleux / G. Soulan, A. Bourgeois                | 3:14  |                                               |
| 7.            | La fièvre acheteuse     | A. Bourgeois, J.-C. Chailleux / G. Soulan, A. Bourgeois                | 3:09  |                                               |
| 8.            | Les trous               | J.-C. Chailleux, A. Bourgeois / G. Soulan, A. Bourgeois                | 3:21  |                                               |
| 9.            | Étranger                | J. Cherhal                                                             | 3:19  |                                               |
| 10.           | Du temps                | K. Rose                                                                | 2:49  | Troisième single                              |
| 11.           | Sans lui                | Ludéal                                                                 | 2:56  |                                               |
| 12.           | Larmes fœtales          | A. Bourgeois, J.-C. Chailleux / G. Soulan, A. Bourgeois                | 3:08  |                                               |
| 13.           | Sale bain               | A. Bourgeois / A. Bourgeois, G. Soulan                                 | 7:51  |                                               |
| Titres cachés |                         |                                                                        |       |                                               |
| 14.           | Flûtes à leurre         | A. Bourgeois                                                           |       | instrumental                                  |
| 15.           | Bonbons adulés          | A. Bourgeois                                                           |       |                                               |
| Bonus         |                         |                                                                        |       |                                               |
| 16.           | Lady Namite             | A. Bourgeois, J.-C. Chailleux / A. Bourgeois, G. Soulan                | 3:16  | Titre bonus sur la version numérique de 20 m2 |

## Musiciens
- Amandine Bourgeois : chant, flûte traversière
- Guillaume Soulan : guitares, basse, percussions, orgue
- Philippe Entressangle : batterie, percussions
- Marcello Giuliani : basse
- Daniel Grosso : basse
- Dominique Rateau : percussions (sur Chacun son Truc)
- Thomas Henning : trombone
- David Dupuis : trompette
- Karen Brunon : violons
- Dominique Pinto : violoncelles
- Édith Fambuena : harmonica, guitares additionnelles

## Classements et ventes
Données provenant du site Charts in France.
| Pays                    | Meilleure position | Certification | Ventes réelles      |
| ----------------------- | ------------------ | ------------- | ------------------- |
| France                  | 5                  | Or            | small>57 000        |
| France (Téléchargement) | 2                  |               |                     |
| Belgique                | 8                  | -             | small>10 000 (est.) |
| Suisse                  | 22                 | -             | 5 000 (est.)        |
| Europe                  | 42                 | -             | small>70 000 (est.) |

## Clips vidéo
- L'homme de la situation, lancé le 15 mai 2009[12] ;
- Du temps : Amandine Bourgeois y évolue dans l'atelier d'un horloger, joué par l'acteur Michel Crémadès[13].